# Peace (canção de Depeche Mode)
"Peace" é o segundo single do Depeche Mode de seu álbum de estúdio de 2009, Sounds of the Universe, seu 47.º single no Reino Unido e o primeiro a não ser lançado em vinil de 12" desde "Dreaming of Me" em 1981.

## Sobre osingle
O disco foi lançado em 15 de junho de 2009. A música alcançou a posição 57 nas paradas do Reino Unido, igual ao seu primeiro single, "Dreaming of Me" em 1981. Esta é a segunda posição mais baixa da banda no UK Singles Chart depois de "Little 15", originalmente destinada a ser um single apenas na França, lançamento que alcançou a posição 60 após lançamento limitado no Reino Unido em 1988. Na Alemanha, "Peace" alcançou a posição 25.
O videoclipe de "Peace" foi filmado em Negoiești, Prahova na Romênia pela dupla francesa Jonas & François, apresenta a atriz romena Maria Dinulescu e marca o primeiro vídeo do Depeche Mode a não incluir nenhum dos membros da banda (por causa da doença de Dave Gahan), salve para um pôster promocional próximo ao final.

## Faixas
7" - Mute / Bong41
1. "Peace" (Single Version) — 3:36
2. "Come Back" (Jónsi Remix) — 4:04

CD - Mute / Bong41
1. "Peace" (Single Version) — 3:36
2. "Peace" (SixToes Remix) — 5:14

CD - Mute / LCDBong41
1. "Peace" (Single Version) — 3:36
2. "Peace" (Hervé's 'Warehouse Frequencies' Remix) — 5:10
3. "Peace" (Sander van Doorn Remix) — 8:02
4. "Peace" (Japanese Popstars Remix) — 6:46
5. "Peace" (Sid LeRock Remix) — 6:35
6. "Peace" (Justus Köhncke Extended Disco Club Vocal Remix) — 6:24